# Легенда (фильм, 1985)
«Легенда» (англ. Legend) — американский приключенческий фильм 1985 года режиссёра Ридли Скотта в жанре фэнтези.
Главные роли исполнили: Том Круз, Миа Сара, Тим Карри, Давид Беннент, Алиса Плейтен, Билли Барти, Корк Хабберт и Аннабель Ланьон.
Фильм не был коммерчески успешным, но получил премию Британского института кино за лучшую операторскую работу в 1985 году, а также был номинирован на несколько престижных наград.
С момента премьеры картины и последующего выпуска режиссёрской версии фильм стал культовым.

## Сюжет
Повелитель Тьмы желает погрузить мир во тьму и для этого посылает своих гоблинов, во главе с Бликсом, убить последних живых единорогов.
Принцесса Лили ходит гулять в лес, чтобы встречаться с Джеком, лесным странником. Джек учит принцессу языку животных и именно в этот день решает показать ей единорогов. Они вдвоём любуются единорогами, не зная, что гоблины проследили за ними и готовят засаду. Не обращая внимания на запрет Джека, Лили выходит к единорогам. Это позволило Бриксу выстрелить отравленной стрелой в жеребца. Единороги убегают. А в это самое время ничего не подозревающие Джек и Лили продолжают прогулку. Принцесса решила испытать парня и просит достать кольцо из озера. Гоблины ловят ослабевшего от яда жеребца, убивают его и отрубают рог единорога. В это же самое время Джек ныряет за кольцом, единорог умирает и во всем лесу наступает зима, даже озеро покрывается льдом.
Джек просыпается в окружении лесных созданий и фей. Они обвиняют его в нарушении правил, когда он показал единорогов человеку. Решив исправить ситуацию, они отправляются на поиски единорогов и находят тело жеребца и скорбящую кобылицу. Один из лесовиков (Коричневый Том) остается охранять единорога, пока остальные уходят достать оружие для Джека.
Повелитель Тьмы получает рог и отправляет гоблинов за вторым единорогом. Принцесса подслушала этот разговор и прибегает к Тому предупредить его, но слишком поздно, появляются гоблины, они пленяют единорога и принцессу. Джек с друзьями преследуют гоблинов до великого дерева — логова Повелителя Тьмы.
Принцесса Лили приглянулась Повелителю Тьмы, и тот предлагает принцессе брак. Она соглашается, но при условии, что она убьёт пленного единорога. В это время Джек с друзьями строят световод с помощью множества огромных металлических тарелок. На церемонии Лили, вместо того чтобы отрубить рог, разрубает цепь, которой был скован единорог. Кобылица сбегает, а Джек с друзьями ловят свет заходящего солнца и изгоняют Повелителя Тьмы.

## В ролях
| Актёр         | Роль                           |
| ------------- | ------------------------------ |
| Том Круз      | Джек                           |
| Миа Сара      | принцесса Лили                 |
| Тим Карри     | Повелитель Тьмы                |
| Давид Беннент | Гамп (озвучивает Элис Плэйтен) |
| Элис Плэйтен  | Бликс                          |
| Билли Барти   | Скрюбол                        |

## Создатели фильма
- Спецэффекты грима: Роб Боттин
- Сценарист: Уильям Хьёртсберг
- Музыка: Джерри Голдсмит, «Tangerine Dream»

## Критика
Картина получила смешанные отзывы.
На сайте Rotten Tomatoes фильм имеет рейтинг 41 %, что основано на 44 рецензиях критиков, со средней оценкой 5 из 10. Критический консенсус сайта гласит: «Даже великолепно реализованные идеи Ридли Скотта не могут спасти „Легенду“ от её собственной безвкусной сказочности — хотя она может быть полезна для тех, кто просто ищет приятное глазу фэнтези».
Роджер Эберт из Chicago Sun-Times высоко оценил грим и сценографию, а также актёрские работы Тима Карри и Тома Круза, но отметил, что спецэффекты были настолько хорошими, что роли могли исполнить любые актёры. Эберт также сказал, что картина была собрана из всех необходимых составляющих, чтобы стать успешной, но фильм просто «не работает». Винсент Кэнби из The New York Times сказал: «Это нелепая смесь Ветхого Завета, короля Артура, Властелина колец и многих комиксов».

## Награды и номинации
Премия «Оскар» (1987) :
- Лучший грим — Роб Боттин и Питер Робб-Кинг (Номинация)

Премия BAFTA (1986) :
- Лучшие спецэффекты — Ник Аллдер и Питер Войси (Номинация)
- Лучший грим — Питер Робб-Кинг и Роб Боттин (Номинация)
- Лучший дизайн костюмов — Чарльз Ноуд (Номинация)

Премия «Сатурн» (1987) :
- Лучший грим — Роб Боттин (Номинация)